# روبرخت ولي عهد بافاريا

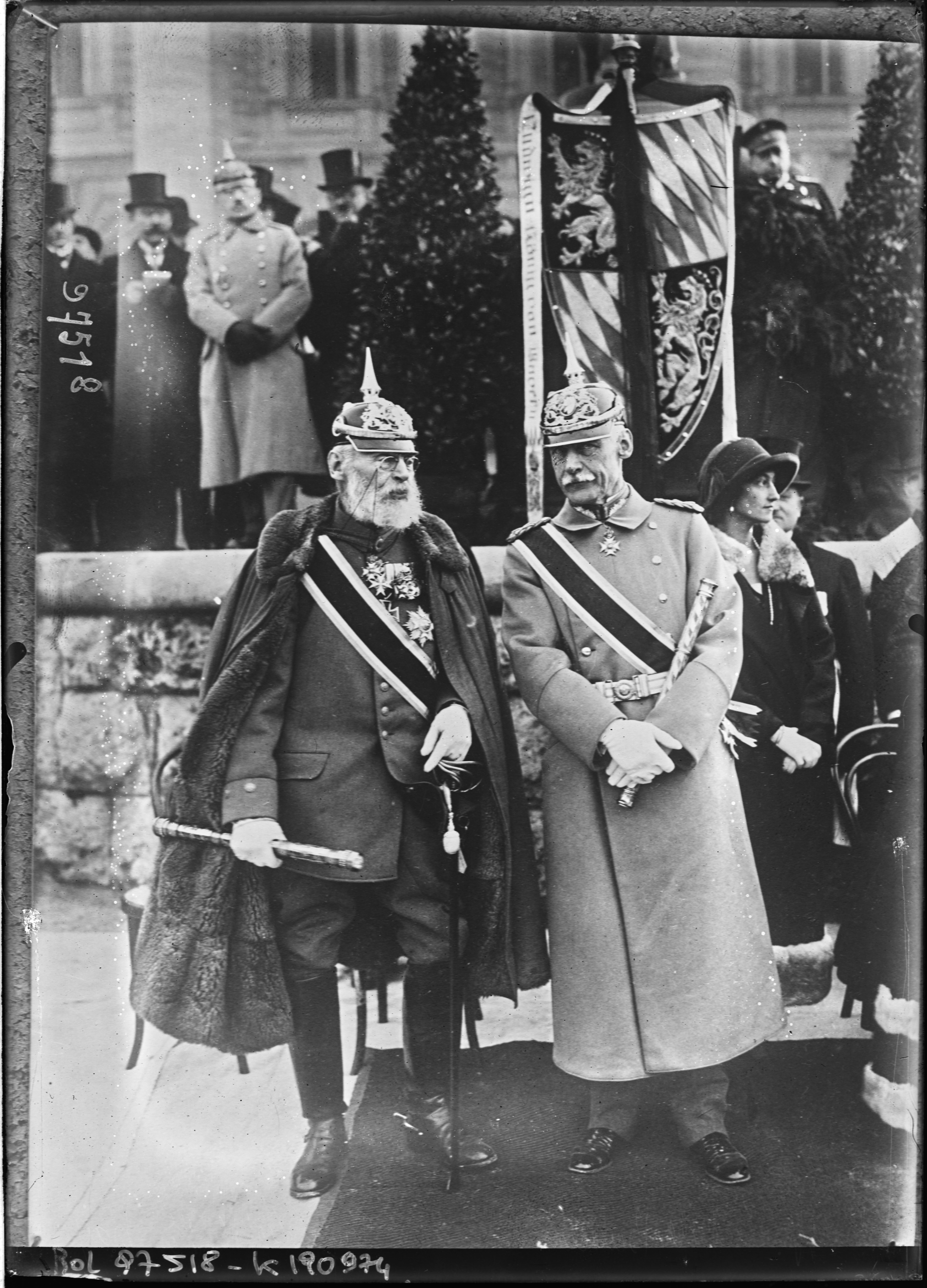

روبرخت ماريا لويتبولد فرديناند (18 مايو 1869 – 2 أغسطس 1955) كان آخر ولي عهد لمملكة بافاريا، وأحد أبرز القادة العسكريين في الجيش الألماني خلال الحرب العالمية الأولى.

## النشأة
وُلد في ميونخ لعائلة فيتلسباخ الملكية، وهو الابن الأكبر للملك لودفيغ الثالث ملك بافاريا. تلقى تعليمه العسكري في الأكاديمية البافارية، ثم التحق بجامعتي ميونيخ وبرلين لدراسة التاريخ والفلسفة.

## بداية المسيرة العسكرية
دخل الجيش البافاري في شبابه المبكر، وتدرج في المناصب بسرعة. بحلول عام 1906، أصبح المفتش العام للجيش البافاري، واعتُبر من ألمع الضباط في الإمبراطورية الألمانية.

## الحرب العالمية الأولى

### الجيش السادس الألماني
في أغسطس 1914، تولى قيادة الجيش السادس الألماني على الجبهة الغربية. شارك في معركة الحدود وأدار عمليات دفاعية في الألزاس واللورين.

### مجموعة جيوش روبرخت
في أغسطس 1916، قاد مجموعة "جيوش روبرخت من بافاريا" التي واجهت القوات البريطانية في شمال فرنسا وبلجيكا. خاض معارك حاسمة مثل معركة السوم ومعركة إيبر الثانية.

## مواقفه السياسية
بعد الحرب، رفض جمهورية فايمار وكان يؤمن بعودة النظام الملكي الدستوري. رفض عروض التعاون مع أدولف هتلر، وكان من الأصوات القليلة المؤثرة التي عارضت النازية.

## بعد الحرب
رغم نفي العائلة المالكة، بقي في ألمانيا، وكان تحت المراقبة خلال الحرب العالمية الثانية بسبب معارضته للنظام. توفي عام 1955 في بافاريا، دون أن يُعاد النظام الملكي.